# Astrotricha
Astrotricha es un género de fanerógamas perteneciente a la familia  Araliaceae, que comprende veinte especies. Es originario de Australia.

## Taxonomía
El género fue descrito por Augustin Pyrame de Candolle y publicado en Collection de mémoires 5: 29. 1829.

## Especies
| - Astrotricha asperifolia - Astrotricha biddulphiana - Astrotricha brachyandra - Astrotricha cordata - Astrotricha crassifolia - Astrotricha floccosa - Astrotricha glabra - Astrotricha hamptonii - Astrotricha intermedia - Astrotricha latifolia | - Astrotricha ledifolia - Astrotricha linearis - Astrotricha longifolia - Astrotricha obovata - Astrotricha obtusifolia - Astrotricha parvifolia - Astrotricha pauciflora - Astrotricha pterocarpa - Astrotricha roddii - Astrotricha umbrosa |